# Ракул Юрій Карпович
Ракул Юрій Карпович (25 липня 1948 — 5 березня 2019) — український музикант і музичний педагог, професор, віцепрезидент Південноукраїнської асоціації піаністів-педагогів, заслужений діяч мистецтв України.

## Біографія
Народився 25 липня 1948 року в м. Одеса.
У 1971 році закінчив Одеську державну консерваторію імені А. В. Нежданової та 1975 року асистентуру-стажування при Санкт-Петербурзькій державній консерваторії імені М. А. Римського-Корсакова. З 1975 року викладає в Одеській музичній консерваторії (нині — академії) на кафедрі спеціального фортепіано № 1.
У 2006 році одержав вчене звання професора.
З 1985 року — проректор з творчої роботи Одеської державної музичної академії імені А. В. Нежданової. Багато уваги приділяв розвитку міжнародних творчих контактів академії та одеських музикантів з іноземними колегами. Тісні творчі зв'язки поєднують Одеську музичну академію з вищими музичними закладами м. Фрайбург, Аахен, Кельн (Німеччина), Оулу та Куопіо (Фінляндія), Тяньцзинь та Ухань (Китай).

## Творча діяльність
Клас Ю. К. Ракула закінчили понад 80 піаністів, які працюють у навчальних закладах та концертних організаціях в Україні та за її межами. Серед них — лауреати Міжнародних конкурсів, кандидати наук.
Ю. К. Ракул активно бере участь у дослідженні теоретичних проблем сучасної музичної педагогіки та виконавства. Серед його науково-методичних робіт можна назвати: два педагогічних дослідження (10 п.а.), 11 науково-методичні праці та статті, що опубліковані в Україні, Німеччині та Фінляндії. Учасник багатьох Міжнародних теоретичних конференцій.
З 1979 року Ю. К. Ракул читає спеціальний курс «Методика викладання гри на фортепіано» в Одеській музичній академії. З 1982 року (понад десять років) викладав курс методики на ФПК при Одеському обласному управлінні культури. Проводив майстер-класи, читав лекції у Німеччині, Фінляндії, Іспанії, Австрії та Китаї.
Неодноразово був Головою Державної екзаменаційної комісії в Національної музичної академії Молдови, музичних училищах України.
Педагогічну та науково-методичну роботу поєднує з концертно-виконавською діяльністю. Неодноразово виступав з сольними концертами в України, Литві, Молдові, Німеччині, Фінляндії, Іспанії, Австрії та Китаї (8 концертних програм), а також з камерними програмами разом з народним артистом України М. Огреничем, народним артистом України В. Навротським, з фінським піаністом та клавесиністом П. Вапаавуорі, німецьким піаністом Дж. Авері тощо. Має фондові записи на радіо та телебаченні. Більш як 15 років працював з симфонічним оркестром Одеської обласної філармонії.
Помер 5 березня 2019 року, похований на Другому кладовищі Одеси.

## Наукова діяльність
- Ракул Ю. К. Методичні рекомендації з питань організації та проведення у вищих музичних навчальних закладах України Державного іспиту «Педагогічна майстерність» з фаху «Фортепіано» / Ю. К. Ракул. — Київ: РМК, 1997. — 32 с.
- Ракул Ю. Про фонічні особливості шопенівського стилю у зв?язку з інструментарієм. Фридерик Шопен / Ю. Ракул // Науковий вісник НМАУ ім. П. І. Чайковського. Зб. ст. — Вип. 9. — Київ: Сполом, 2000. — С. 134—150.
- Ракул Ю. Некоторые особенности применения фортепианных педалей в произведениях современных композиторов / Ю. Ракул // Музичне мистецтво і культура. Науковий вісник ОДМА імені А. В. Нежданової. — Одеса: Друк, 2004. — С. 207—217.
- Ракул Ю. Мистецтво педалізації як один з основних засобів виразності фортепіанного виконавства. Навчально-методичний посібник / Ю. Ракул. — Одеса: Фотосинтетика, 2007—159 с.